# Toxicodendron rhomboideum
Toxicodendron rhomboideum là một loài thực vật có hoa trong họ Đào lộn hột. Loài này được (Small) Greene miêu tả khoa học đầu tiên năm 1905.